# 너머
시민단체 너머는 국경넘어, 차별넘어라는 뜻의 추상적 의미로, 국내에 체류중인 고려인 동포의 모국생활 지원과, 더불어 살아가는 아름다운 사회를 만들어가고자 뜻을 같이 하는 시민들의 모임이다.
국내체류 중인 고려인 동포를 지원하는 단체인 너머는 한글 야학을 통한 한국어교육, 모국 문화체험, 의료보험 사각지대에 처한 동포들의 긴급의료지원,
각종 생활 통번역, 노동상담 및 법률지원, 기타 모국생활상담 및 지원활동을 하고 있다.

## 고려인
1860년부터 구한말과 일제강점기 때 국경 접경지역인 러시아 연해주 지역으로 이주했으며 소수민족으로서의 정체성을 유지하고
독립운동의 거점으로 자리잡았으나 1937년 스탈린의 강제이주로 현재 중앙아시아(우주베키스탄, 카자흐스탄, 키르키즈스탄, 우크라이나 등)
및 러시아에서 살고있는 한민족 동포이다.

## 국내체류 고려인 동포현황
소련 와해 후 소수민족으로 자국의 경제적, 정치적 어려움으로 모국인 한국에서 일하고 있는 동포들로 외국인 노동자보다도 못한 열악한 일용직 고용환경 속에서
주로 안산을 중심으로 부산, 동대문 등에 집단 거주 지역을 형성하며 살고 있고 안산에만 5천여명 정도가 거주하고 있다.
스탈린의 강제이주와 오랜 이주역사로 모국어를 상실 한 탓에 한국 생활에 많은 어려움을 겪고 있으나 한민족 동포임에도 불구하고 이를 반영하는 국내 정책이나 이를 지원하는 기관이 없다.

## 너머 사업
교육사업
- 한글야학 : 강제 이주로 인하여 모국어를 잃어버린 동포들을 대상으로 의사소통을 위한 실용 한국어 교육 실시하고 있으며 야근과 특근으로 인하여 심야수업으로 진행되고 있다. (매일 밤 10시 수업 시작)
- 어린이반 : 중도 입국한 자녀들을 위한 프로그램으로 자원봉사자 중심으로 운영된다. 책 읽어주기, 민속놀이체험, 야외활동체험, 만들기, 한국요리 등
- 문화교실 : 문화적 차이로 인한 갈등과 오해를 극복하기 위한 문화 교육 활동으로 역사배우기, 생활문화체험 등 실시[1]

상담소 운영 사업
불안정한 고용의 형태인 파견근로자로 일하고 있는 동포들의 노동환경으로 인하여 파생되는 제반 문제 해결과 국내 생활에서 오는 다양한 고충들을 처리하고 있다.   (지역 노무법인 및 연계단체의 자문체계구축)
- 산업재해, 임금체불 등 노동문제 상담 및 해결
- 조사사업 (노동실태)
- 일자리 취업상담
- 생활민원 상담

생활 통번역 지원사업
- 출입국사무소
- 비자
- 국민연금
- 공증
- 기타생활법률지원

지원 사업 및 긴급 구호활동
의료혜택을 받지 못해 의료 사각지대에 놓여이 있는 대부분의 고려인 동포들을 위한 의료지원 활동을 시행하고 있다.
- 긴급 치료비 모금활동
- 지역의료보험가입 행정지원
- 병원 진료 시 통역 지원
- 지역 의료 단체 및 병원 연계 : 물리치료, 치과검진 등
- 임금 체불 등으로 어려운 처지에 있는 동포를 대상으로 긴급생활지원금과 위로 기금 지원